# Крыжановский, Леонид Ильич
Крыжановский Леонид Ильич (13 февраля 1884, Красноуфимск – 29 января 1925, Тверь) - известный русский, советский минералог и коллекционер драгоценных камней, обладатель одного из лучших собраний в стране. Соорганизатор (вместе с акад. А.Е. Ферсманом) треста "Русские самоцветы", преподаватель Московской горной академии. Младший представитель знаменитой династии минералогов Крыжановских.

## Биография
Леонид Ильич Крыжановский – потомственный минералог, выросший на Урале, выпускник Казанского университета. Его биография сохранилась отрывочно и изобилует лакунами. В определенной степени на это повлияло то, что в годы Гражданской войны Л.И. Крыжановский и два его младших брата служили по мобилизации в армии Колчака, причем он единственный остался в живых. В Советское время смог легализоваться с помощью руководства Минералогического музея, которое оформило Л.И. Крыжановского командированным музеем на Алтай. Какое-то время работал в Барнауле.
Л.И. Крыжановский имел собственную минеральную контору, был прекрасно знаком с постановкой коммерческой работы с камнем в Европе и России, через его руки проходило большое количество минералов. Будучи великолепным сборщиком минералов, еще в юные годы объездил многие месторождения Урала, устраивался при возможности на несколько месяцев на службу для доступа к каменному материалу – на Асбестовые копи Урала, на Шайтанский завод, ездил в Забайкалье.
Досконально разбирался в деле коллекционирования, называя его "спортом", имел широчайший круг общения, поименно знал горщиков, чиновников, служащих рудников, любителей камня, способствовавших собиранию коллекции. Во многом благодаря его усилиям Крыжановским удалось купить и сохранить ценнейшие частные коллекции минералов, главным образом старинные уральские. Богатейшие собрания Крыжановских были приобретены Минералогическим музеем Академии наук в 1912 г. Большое значение этих собраний для науки подчеркивал академик В.И. Вернадский.
Вместе с академиком А.Е. Ферсманом Л.И. Крыжановский в 1900 году организовал трест "Русские самоцветы", став его коммерческим директором и специалистом по камню.
Жизнь Л.И. Крыжановского, к сожалению, рано прервалась. В 1924 г. в Ленинграде он готовил образцы самоцветов для советской экспозиции на Парижской выставке и должен был сопровождать их из Москвы в Париж. Перенеся незадолго до командировки микро-инфаркт, он, не обращая внимания на повторяющиеся сердечные приступы, все-таки выехал в поездку и скончался в поезде по пути из Ленинграда в Москву.

## Научная и педагогическая деятельность
С момента организации МГА и до 1925 года читал курс минералогии в Московской горной академии.
Л.И. Крыжановский составил для Минералогического музея каталог и описание переданных коллекций, он является "автором" около 2000 образцов музейного фонда. Более 130 образцов Л.И. Крыжановского выставлены в различных экспозициях Минералогического музея Российской академии наук.
Вел переписку с акад. В.И. Вернадским, сохранившуюся в Архиве РАН.

## Семья
Брат: Крыжановский, Владимир Ильич — минералог, профессор, директор Минералогического музея Академии наук с 1932 до 1947 годы.
Отец: Крыжановский, Илья Николаевич — минералог, уральский горный инженер, директор Екатеринбургской и Петергофской гранильных фабрик, член Комиссии по изучению естественных производительных сил России (КЕПС) при Академии наук СССР.
Сын: Олег Леонидович Крыжановский.